# 拉脫維亞國家男子排球隊
拉脫維亞國家男子排球隊是拉脫維亞的國家男子排球隊。拉脫維亞在1992年加盟國際排聯。拉脫維亞參加過一次歐洲排球錦標賽的比賽。